# تاما نوي تيرا

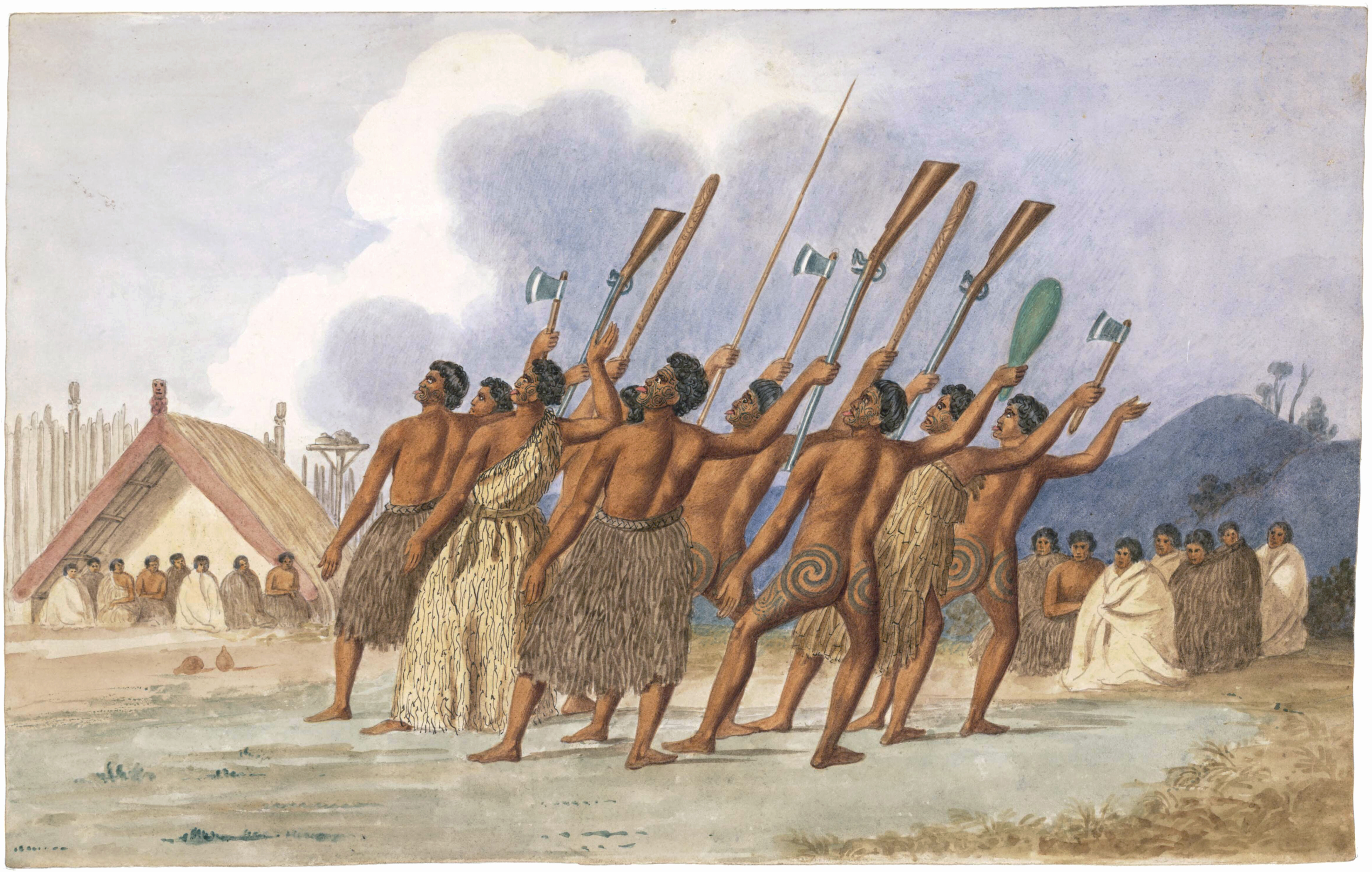
رقصة الحرب للماوري، نيوزيلندا

في الأساطير الماورية، تاما نوي- تيرا (Tamanuiterā) هي تجسيد للشمس.

## إتيمولوجيا
في اللغة الماورية، تعني Tama-nui-te-rā «ابن الشمس العظيم». الكلمة الماورية لكلمة «شمس» أو «يوم» هي كلمة ra، مشتقة من Proto-Polynesian * laqaa .

## أساطير
قرر هيروي ماوي أن الأيام كانت قصيرة جدًا، وأمسك تاما نويرا بفخ، ثم قام بضربها ليجعلها تسافر ببطء أكبر في السماء.

## قائمة المراجع
1. ↑  J. وايت. التاريخ القديم للماوري. المجلد الثاني. طابعة حكومية: ولنجتون، 1887 ،. 136-137 ، 151-152.{{استشهاد بكتاب}}:  صيانة الاستشهاد: مكان (link)